# Suwon City Hall (métro de Séoul)
Suwon City Hall (hangeul : 수원시청 ; hanja : 水原市廳) est une station de passage de la ligne Suin–Bundang du métro de Séoul. Elle est située au 270 Hyowon-ro, quartier Gwonseon-dong en limite de Ingye-dong, dans l'arrondissement Gwonseon-gu de la ville Suwon-si, sur le territoire de la province Gyeonggi-do, au sud-est de Séoul, en Corée du Sud.
Ouverte en 2013, la station est desservie par les rames omnibus qui circulent sur la ligne Suin–Bundang.

## Situation sur le réseau

Plan du réseau (2023)

Établie en souterrain, la station Suwon City Hall est une station de passage de la ligne Suin–Bundang du métro de Séoul. : elle est située entre la station MaetanGwonseon, en direction du terminus nord Cheongnyangni, et la station Maegyo en direction du terminus ouest Incheon.

## Histoire
La station Suwon City Hall est mise en service le 30 novembre 2013, lors de ouverture à l'exploitation du prolongement, de la ligne Budang, de Mangpo à Suwon.
Elle est incluse dans la ligne Suin–Bundang, le 12 septembre 2020, lors de la création de cette nouvelle ligne par la fusion de la ligne Bundang et de la ligne Suin, reliées par un nouveau tronçon complété par l'utilisation en commun d'un tronçon de la ligne 4 du métro de Séoul.